# Gunther Schuller
Gunther Alexander Schuller (født 22. november 1925 i New York, USA, død 21. juni 2015) var en amerikansk komponist, dirigent, hornist og jazzhistoriker.
Han var en af de mest alsidige personligheder i amerikansk musik efter 2. verdenskrig.
Som komponist havde han omfattende og mangeartet produktion af værker for forskellige besætninger, flere inden for den moderne klassiske tradition efter Schönberg og Stravinskij, andre repræsenterer forskellige forsøg på at sammenføje europæisk kunstmusik og jazz. Han skrev endvidere 4 symfonier.
Han gjorde mange vigtige indsatser for jazzen som musiker, dirigent og pædagog.

## Udvalgte værker
- Symfoni (1950) - for messingblæsere og slagtøj
- Symfoni (1965) - for orkester
- Symfoni "I ros for blæsere" (1981) - for stort blæserorkester
- kammersymfoni (1989) - for kammerorkester